# Battlecross
I Battlecross sono un gruppo thrash metal statunitense formatosi a Canton (Michigan) nel 2003.

## Formazione

### Formazione attuale
- Tony Asta – chitarra (2003-presente)
- Hiran "snickerdick" Deraniyagala – chitarra (2003-presente)
- Don "Hulkamania" Slater – basso (2008-presente)
- Kyle "Gumby" Gunther – voce (2010-presente)
- Alex Bent – batteria (2014-presente)

### Ex componenti
- Jay Saling – basso, voce
- Jason Leone – batteria
- Marshall Wood – voce (2006–2010)
- Mike Kreger – batteria (2007–2013)
- Michael Heugel – basso

## Discografia

### Album in studio
- 2010 – Push Pull Destroy
- 2011 – Pursuit of Honor
- 2013 – War of Will
- 2015 – Rise to Power

### Singoli
- 2012 – Hostile
- 2014 – War Ensemble